# Réquiem

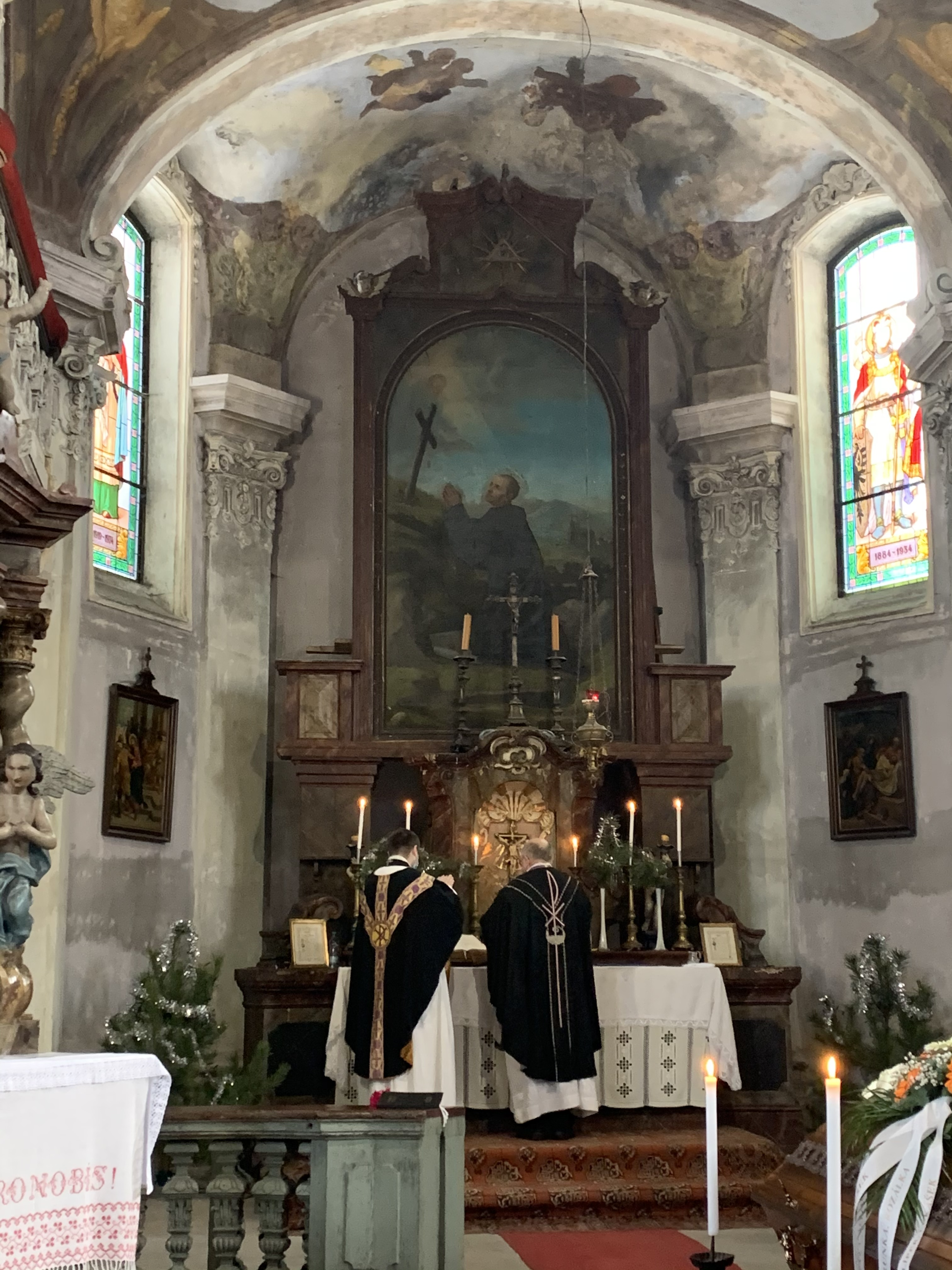
Misa de difuntos

En la liturgia romana, el réquiem (del latín requiem, ‘descanso’), también llamado misa de réquiem (en latín, missa pro defunctis o missa defunctorum), es la misa de difuntos, esto es, un ruego por las almas de los difuntos, llevado a cabo justo antes del entierro o en las ceremonias de recuerdo o conmemoración. Este servicio suelen observarlo también otras iglesias cristianas, como la Iglesia anglicana y la Iglesia ortodoxa. Su nombre proviene de las primeras palabras del introito: «Requiem æternam dona eis, Domine, et lux perpetua luceat eis» (‘Concédeles el descanso eterno, Señor, y que brille para ellos la luz perpetua’).
Por extensión, réquiem es también el nombre que reciben más de cien composiciones musicales utilizadas principalmente para realzar estos servicios litúrgicos, así como también piezas de concierto.

## Estructura y texto de la misa de réquiem
Las partes de la misa de réquiem, según el rito romano tradicional, en latín y en español.
| Latín | Español |
| ----- | ------- |

### I. Introitus
| Requiem aeternam | Descanso eterno |
| --- | --- |
| Requiem aeternam dona eis, Domine, et lux perpetua luceat eis. Te decet hymnus Deus, in Sion, et tibi reddetur votum in Jerusalem. Exaudi orationem meam; ad te omnis caro veniet. Requiem aeternam dona eis, Domine et lux perpetua luceat eis. | Dales, Señor, el eterno descanso, y que la luz perpetua los ilumine. En Sion, cantan dignamente tus alabanzas. En Jerusalén, el voto te será devuelto. Escucha mi plegaria, hacia Ti a quien van todos los mortales. Dales, Señor, el eterno descanso, y que la luz perpetua los ilumine. |

### II. Kyrie
| Kyrie eleison                                  | Señor ten piedad                                          |
| ---------------------------------------------- | --------------------------------------------------------- |
| Kyrie eleison. Christe eleison. Kyrie eleison. | Señor, ten piedad, Cristo, ten piedad, Señor, ten piedad. |

### III. Graduale
| Requiem aeternam | Descanso eterno |
| --- | --- |
| Requiem aeternam dona eis, Domine, et lux perpetua luceat eis. In memoria aeterna erit iustus, ab auditione mala non timebit. | Dales, Señor, el eterno descanso, y que la luz perpetua los ilumine. El justo permanecerá en eterno recuerdo, y no temerá falsedades. |

### IV. Tractus
| Absolve, Domine | Absuelve, Señor |
| --- | --- |
| Absolve, Domine, animas omnium fidelium defunctorum ab omni vínculo delictorum et gratia tua illis succurente mereantur evadere iudicium ultionis, et lucis aeterne beatitudine perfrui. | Absuelve, Señor, las almas de los fieles difuntos de las ataduras del pecado, y que socorridos por tu gracia puedan ellos merecer evadir la intencionada retribución y disfruten de la bendición de la luz eterna. |

### V. Sequentia

#### 1. Dies irae
| Dies Irae | Día de ira |
| --- | --- |
| Dies irae, dies illa Solvet saeclum in favilla: Teste David cum Sibylla. Quantus tremor est futurus, Quando iudex est venturus, Cuncta stricte discussurus! | Día de la ira, aquel día en que los siglos se reduzcan a cenizas; como testigos el rey David y la Sibila. ¡Cuánto terror habrá en el futuro cuando el juez haya de venir a juzgar todo estrictamente! |

#### 2. Tuba mirum
| Tuba mirum | La trompeta |
| --- | --- |
| Tuba, mirum spargens sonum Per sepulcra regionum Coget omnes ante thronum. Mors stupebit et natura, Cum resurget creatura, Iudicanti responsura. Liber scriptus proferetur, In quo totum continetur, Unde mundus judicetur. Iudex ergo cum sedebit, Quidquid latet, apparebit: Nil inultum remanebit. Quid sum miser tunc dicturus? Quem patronum rogaturus, Cum vix iustus sit securus? | La trompeta, esparciendo un sonido admirable por los sepulcros de todos los reinos, reunirá/llamará a todos ante el trono. La muerte y la Naturaleza se asombrarán, cuando las criaturas se levanten otra vez, para responder a su Juez/juicio. El libro escrito entonces será traído al frente, en el que se conteniene todo por lo que el mundo será juzgado. Entonces, cuando el juez tome asiento, lo que estaba oculto se mostrará: y nada quedará pendiente (de juicio). ¿Qué podrá decir entonces este pobre desdichado? ¿A qué protector podré rogar, cuando ni los justos estarán seguros? |

#### 3. Rex tremendae
| Rex tremendae                                                                   | Rey Inmenso                                                                               |
| ------------------------------------------------------------------------------- | ----------------------------------------------------------------------------------------- |
| Rex tremendae majestatis, Qui salvandos salvas gratis, Salva me, fons pietatis. | Rey de tremenda majestad, que salvas a quien salvación merece, sálvame, fuente de piedad. |

#### 4. Recordare
| Recordare | Recuerda |
| --- | --- |
| Recordare, Iesu pie, Quod sum causa tuae viae: Ne me perdas illa die. Quaerens me, sedisti lassus, Redemisti Crucem passus: Tantus labor non sit cassus. Iuste iudex ultionis, Donum fac remissionis Ante diem rationis. | Recuerda, piadoso Jesús, que soy la causa de tu camino; no me pierdas ese día. Buscándome, cansado y agotado, me redimiste sufriendo en la cruz: Tantos trabajos no serán en vano. Justo juez de la retribución, otorga la gracia del perdón/absolución, antes de día del recuento (de acciones). |

#### 5. Ingemisco
| Ingemisco | Suspiro |
| --- | --- |
| Ingemisco, tamquam reus, Culpa rubet vultus meus; Supplicanti parce, Deus. Qui Mariam absolvisti, Et latronem exaudisti, Mihi quoque spem dedisti. Preces meae non sunt dignae, Sed tu bonus fac benigne, Ne perenni cremer igne. Inter oves locum praesta, Et ab haedis me sequestra, Statuens in parte dextra. | Suspiro, como el culpable que soy; la culpa sonroja mi rostro, Oh, Dios, perdona al que suplica. Tú, quien absolvió a María (Magdalena) y a ladrones escuchó, me has dado esperanza a mí también. Mis plegarias no son dignas; pero Tú, quien muestra bondad, por piedad no me dejes arder en el fuego eterno. Dame un sitio en tu rebaño y sepárame de las cabras para colocarme a tu diestra. |

#### 6. Confutatis
| Confutatis | Cuando... |
| --- | --- |
| Confutatis maledictis, Flammis acribus addictis, Voca me cum benedictis. Oro supplex et acclinis, Cor contritum quasi cinis: Gere curam mei finis. | Cuando los condenados, (sean) sentenciados a las llamas de la aflicción, mencióname entre los bendecidos. De rodillas, en súplica, te ruego, con el corazón contrito, casi hecho cenizas, cuida de mí (hasta el) final. |

#### 7. Lacrimosa
| Lacrimosa | Lamentable |
| --- | --- |
| Lacrimosa dies illa, Qua resurget ex favilla Judicandus homo reus. Huic ergo parce, Deus: Pie Iesu Domine, Dona eis requiem. Amen. | Lamentable aquel día, cuando de las cenizas se levanten los hombres culpados para ser juzgados. Ten compasión de ellos, Dios: Piadoso Señor Jesús, concédeles el descanso (eterno). Amén. |

### VI. Offertorium

#### 1. Domine Iesu Christe
| 1. Domine Iesu Christe | 1. Señor Jesús Cristo |
| --- | --- |
| Domine, Iesu Christe, Rex gloriae, libera animas omnium fidelium defunctorum de poenis inferni et de profundo lacu. Libera eas de ore leonis, ne absorbeat eas tartarus, ne cadant in obscurum. Sed signifer sanctus Michael repraesentet eas in lucem sanctam, quam olim Abrahae promisisti et semini ejus. | Señor, Jesucristo, Rey glorioso, liberad las almas de los fieles difuntos de las llamas del infierno y el profundo abismo. Liberadlos de la boca del león para que el abismo horrible no los engulla ni sean encadenados en oscuridad. Que el abanderado san Miguel los guíe a la santa luz, como le prometiste a Abraham y a su descendencia. |

#### 2. Hostias
| 2. Hostias | 2. Plegarias |
| --- | --- |
| Hostias et preces tibi, Domine, laudis offerimus. tu suscipe pro animabus illis, quarum hodie memoriam facimus: fac eas, Domine, de morte transire ad vitam, quam olim Abrahae promisisti et semini ejus. | Plegarias y alabanzas, Señor, ofrecemos en tu honor. Acéptalas en nombre de las almas en cuya memoria hoy las hacemos: hazlas pasar, Señor, de la muerte a la vida, como antaño prometiste a Abraham y a su descendencia. |

### VII. Sanctus
| Sanctus, sanctus                                                                                            | Santo, santo |
| --- | --- |
| Sanctus, Sanctus, Sanctus, Domine Deus Sabaoth!; pleni sunt coeli et terra gloria tua. Hosanna in excelsis. | Santo, Santo, Santo, Señor, Dios de las fuerzas celestiales; Llenos están el cielo y la tierra de tu gloria. Hosanna en las alturas. |

### VIII. Benedictus
Sólo en música; opcional; uso frecuente. Separa y emplea las dos últimas líneas del Sanctus.
| Benedictus                                                  | Bendito                                                           |
| ----------------------------------------------------------- | ----------------------------------------------------------------- |
| Benedictus qui venit in nomine Domini. Hosanna in excelsis. | Bendito el que viene en nombre del Señor. Hosanna en las alturas. |

### IX. Agnus Dei
| Agnus Dei | Cordero de Dios |
| --- | --- |
| Agnus Dei, qui tollis peccata mundi, dona eis requiem, Agnus Dei, qui tollis peccata mundi, dona eis requiem sempiternam. | Cordero de Dios, que quitáis el pecado del mundo, dadles reposo. Cordero de Dios, que quitáis el pecado del mundo, dadles reposo eterno. |

### X. Communio
| Lux aeterna | Luz eterna |
| --- | --- |
| Lux aeterna luceat eis, Domine, cum sanctis tuis in aeternum, quia pius es. Requiem aeternam dona eis, Domine, et lux perpetua luceat eis: Cum sanctis tuis in aeternum, quia pius es. | Que la luz eterna brille para ellos, Señor, en medio de vuestros Santos porque sois piadoso. Dadles el reposo eterno, Señor, y que la Luz Eterna brille sobre ellos. como santos tuyos para siempre, pues sois misericordioso. |

### XI. Responsorium
En liturgia: Uso condicionado (detallado en esta página) En música: Opcional y poco frecuente.
| Libera me | Líbrame |
| --- | --- |
| Libera me, Domine, de morte aeterna, in die illa tremenda: Quando caeli movendi sunt et terra. Dum veneris judicare saeculum per ignem. Tremens factus sum ego, et timeo, dum discussio venerit, atque ventura ira. Quando caeli movendi sunt et terra. Dies illa, dies irae, calamitatis et miseriae, dies magna et amara valde. Dum veneris judicare saeculum per ignem. Requiem aeternam dona eis, Domine: et lux perpetua luceat eis. | Líbrame, Oh Señor, de la muerte eterna aquel terrible día: Cuando los cielos y la tierra tiemblen. Cuando vengas a juzgar al mundo con fuego. Estoy hecho para temblar y temer cuando la desolación llegue, así por la próxima ira. Cuando los cielos y la tierra tiemblen. Ese día, ese día de furia, de calamidad y miseria, extenso y más que amargo día. Cuando vengas a juzgar al mundo con fuego. Reposo eterno dadles, Oh Señor, y permite que la luz eterna brille sobre ellos. |

### XII. Antiphona
En liturgia: Uso condicionado. (Véase: variantes de la misa de réquiem) En música: Opcional y poco frecuente.
| In paradisum | En el paraíso |
| --- | --- |
| In paradisum deducant te Angeli: in tuo adventu suscipiant te Martyres, et perducant te in civitatem sanctam Jerusalem. Chorus Angelorum te suscipiat, et cum Lazaro quondam paupere aeternam habeas requiem. | En el paraíso os guíen los ángeles: que al llegar los mártires os reciban y puedan ellos guiarte hasta la santa ciudad, Jerusalén. Los coros de ángeles te reciban, y con Lázaro, que alguna vez fue pobre, puedas obtener el reposo eterno. |

### XIII. Otros
Sólo diferenciado en música; de uso tardío (siglo
 XIX); opcional; frecuencia de uso: casi nulo (menos del 1%). Combina y refrasea los versos finales del «Dies Irae» y del «Agnus Dei».

| Pie Jesu                                                         | Piadoso Jesús                                                     |
| ---------------------------------------------------------------- | ----------------------------------------------------------------- |
| Pie Iesu Domine, dona eis requiem. Dona eis requiem sempiternam. | Piadoso Señor Jesús, dáles el descanso. Dáles el descanso eterno. |

## El réquiem como rito litúrgico

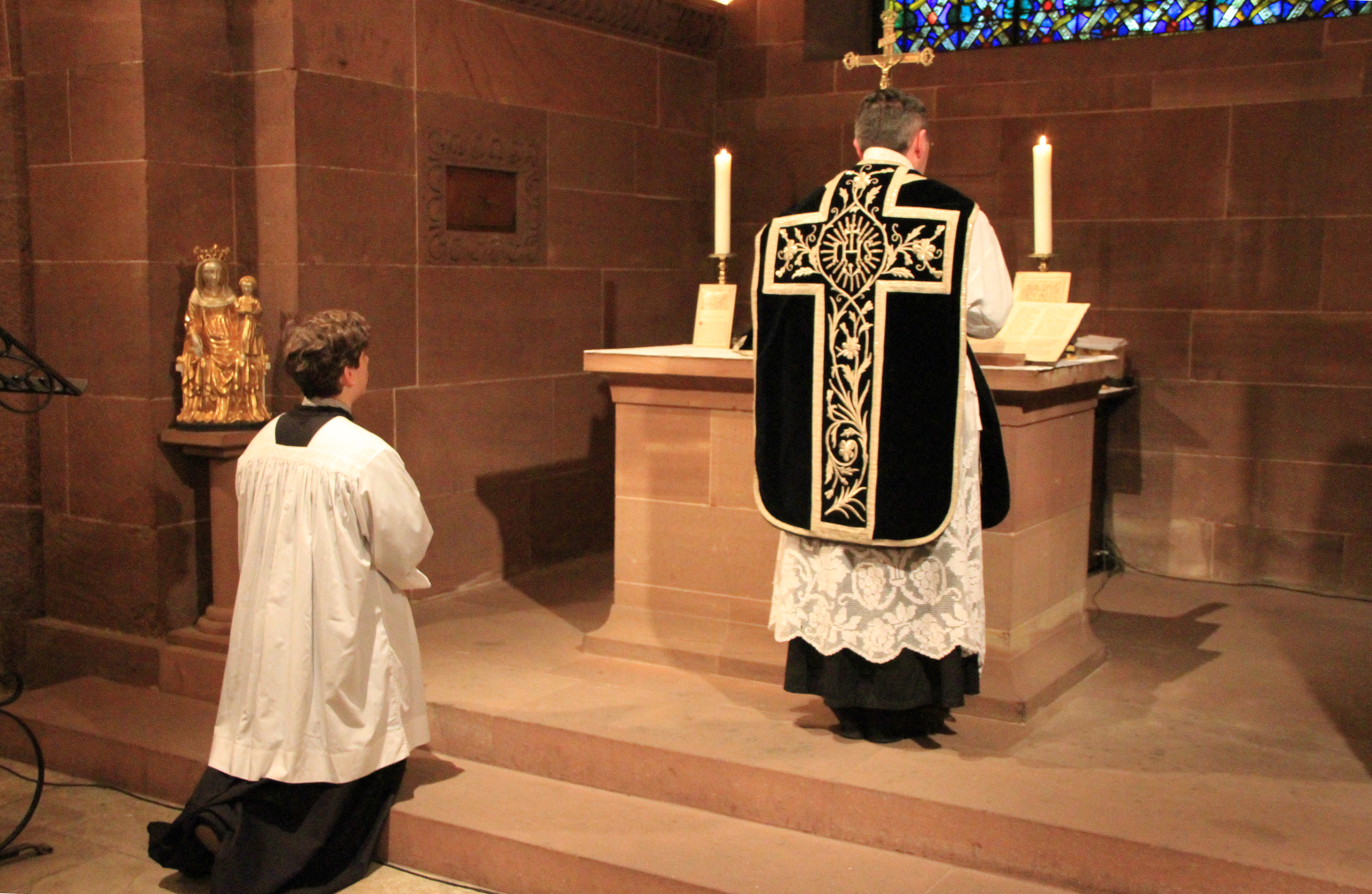
Misa de réquiem en memoria del rey Luis XVI y los mártires de la Revolución Francesa en la cripta de la catedral de Notre Dame de Estrasburgo, 19 de enero de 2013.

### Apuntes históricos sobre la misa
El Réquiem, que en latín significa 'descanso' o 'reposo', empleado en «Requiescat in pace» (o «Que en paz descanse», en español), denominada también «misa por los muertos» (latín: Missa pro defunctis) o también «misa de difuntos» (latín: Missa defunctorum), fue originalmente una ceremonia litúrgica de la Iglesia católica (por el contenido de la liturgia, propiamente dicho) y que con algunas variantes es común a varias otras, como por ejemplo la griega y la rusa ortodoxas, la anglicana, entre otras, teniendo todas ellas en común en ser ofrecidos a los fallecidos.
Al igual que otras misas especialmente dedicadas que se ofrecen en días o circunstancias especiales que básicamente difieren de la misa común, el réquiem se diferencia de todas las demás en el carácter austero y el cambio u omisión de cualquier parte o instancia que no concordara con el espíritu de respeto, pérdida o dolor que la circunstancia amerita. Por ello, por citar algunos de ellos implicaban la omisión del Credo; se suprime Gloria; se sustituye el Aleluya por el Tractus, mientras que se cambia el texto Agnus dei parcialmente.
El réquiem, como ceremonia litúrgica, ha variado muy poco en su estructura formal aunque sus contenidos si aunque sutilmente a lo largo del tiempo. Desde que en 998 d. C. San Odo de Cluny instituyera el 2 de noviembre como el día de Todas las Almas, lo que llevaría a una modificación del calendario religioso (comprendido y agendado en el Misal), en la lista de propios o en la liturgia misma y en sus contenidos. Y por varios siglos permaneció en ese estado hasta mediados del siglo XX, cuando los cambios introducidos por el Concilio Vaticano II (1962-65), como la decisión de emplear el lenguaje propio de la región, sin suprimir el latín. Todo material o procedimiento debía adaptarse a la lengua correspondiente de igual manera. Eso implicaba la traducción hasta de las plegarias como el Padre Nuestro, Ave María, Credo y Salve y por supuesto, toda la liturgia en todas sus variantes.

### Variantes rituales contemporáneas
Se pueden diferenciar dos variantes circunstanciales con que se describe mejor una particular característica que, ya sea por presencia o ausencia, en realidad no cambian a la misa como tal: cuando es llamada «de cuerpo presente», es decir, con los restos mortales del difunto por el que oficia el servicio, y que normalmente implica que sea una iglesia o templo; la variante más común, es la denominada in memoriam (latín), «en recuerdo de» las almas que ya partieron y que se pueden solicitar en cualquier templo que, tras el pago de los costos pertinentes, tendrá presente al fallecido junto a los otros por los se hará el servicio si se trata de una misa «comunal» o «masiva» (normalmente de costo accesible) o bien una «dedicada» en la que se mencionará unas tres veces al difunto, de manera explícita y exclusiva y de costo mayor que la anterior.
Aunque muchos fieles consideran que para que una misa, especialmente un réquiem, debe llevarse a cabo en un templo para ser considerada como tal, la mayoría no comparte esa opinión. Eso dejaría de lado, por ejemplo variante que podríamos denominar reducida de la misa de difuntos, un poco más breve, que se emplea en el lugar donde descansarán los restos del creyente, antes o durante el proceso de inhumación de los restos mortales o entierro propiamente dicho y que puede darse en cualquier lugar, sea un camposanto o no. Esta se caracterizaba por incluir Libera me así como In Paradisum, lo que la diferencia de todas las demás.
Aunque carece de nombre específico formalmente debe mencionarse otra forma de réquiem, más breve aún que la anterior y libre de ser adaptada por el oferente a criterio y en casos o circunstancias de excepción como ocurre, por ejemplo, durante tiempos de guerra en el campo de batalla.
Salvo in memoriam cualquier otra variante satisface la condición sine qua non o requisito que determina lo que popularmente se conoce como dar cristiana sepultura.

## El réquiem en la música
Desde el aspecto musicológico, la misa de réquiem se enlista como parte de la música religiosa, y como prácticamente todas las otras de dicha categoría, se mantuvo vigente sin mayor variación en su estructura casi desde el siglo XIV hasta mediados del siglo XX; con períodos diferenciados y correspondientes a su época y que, agrupados todos dentro de la denominada música culta o clásica agrupa el barroco, renacentista entre otros, únicamente en cuanto al estilo musical empleado son de la misma estructuración, definitivamente ha pasado por períodos extremadamente marcados en cuanto a su apreciación, siendo eso casi una constante dependiendo de la época, esos cambios de percepción se han dado más marcada, cuantitativa y con más frecuencia durante los últimos tres siglos.

### Cambios y evolución
La vertical dependencia de la liturgia o misa, de la que hereda el nombre (que luego definiría toda su clase o categoría), definió sus particularidades y contenidos de la misma forma que cualquier otra forma aprobada por la Iglesia. Tratándose de la misa, más definido aún. Y de una variante específica, más todavía. Así que no había espacio para improvisaciones en lo más mínimo. Y tratándose de una ceremonia para difuntos, no podía haber lugar a dudas. Siendo por definición un acontecimiento austero y de pesar, todo debía guardar correspondencia. Así que para estos casos era requisito que los compositores evitaran todo posible elemento que pudiera considerarse alegre o festivo, por lo que se omiten algunas partes de la liturgia normal y obviamente eso replicó el la forma musical y en el carácter de esta. Dadas las circunstancias, se les concedió cierta libertad a los compositores sobre como organizar musicalmente las partes mientras respetaran el contenido de la liturgia. Había espacio no definido sobre qué debía estar y qué podía no estarlo.
Así por ejemplo, el Ingemisco, parte de la Sequentia, que también agrupa: Dies Irae, Tuba Mirum, Rex Tremendae, Recordare (a la cual Ingemisco era habitualmente fusionado, desapareciendo como sección pero permaneciendo su contenido íntegramente), siendo seguido por Confutatis y Lacrimosa. Otras partes pueden estar presente, integrarse a otra o no incluirse en absoluto, a criterio del autor (como era costumbre con el Benedictis un par de siglos atrás), que deviene musicalmente como una pieza completa con nombre propio, cuando en la forma convencional las dos únicas líneas que componen la pieza son las penúltima y última que conforman el Sanctus. Hubo varios intentos o tanteos sobre cómo innovar en tal o cual forma por parte de varios compositores. Algunos terminaron con bendiciones y nombramientos papales, otros que no, otros excomulgados y algunos otros proscritos, prohibidos, perseguidos y quemados, tanto las obras como los autores. Algunos pasaron por todos los casos.
Dadas las condiciones, desde los siglos XV-XVI hasta principios del XIX los autores se ajustaban a cierto estándar en cuanto al tratamiento musical en base al ordenamiento de las partes pero sin atreverse a alterar el texto mismo del réquiem, por lo que el réquiem con tan sólido cimiento, permanecería así. Lo único que podía variar era la música.
Y ese es precisamente el reto para un compositor, partir sin ventaja alguna para que, sólo con su habilidad, pueda lograr ser reconocido. Ello ha implicado muchas veces ser una prueba interna donde el ego, autoestima, amor propio y sobre todo, orgullo, este último fue uno de los que más caracterizó la segunda mitad del siglo XVIII, en pleno y breve apogeo del período clásico, en el que cada estreno de cada compositor era un reto que debía responderse y superarse, más como un duelo que como una competencia. Y curiosamente muchas de las más reconocidas misas de réquiem provienen de ese tiempo, y aunque la misa de difuntos más famosa de todas, el réquiem en re menor KV. 626 de Wolfgang Amadeus Mozart, quien gustaba de ese tipo de retos, no tuviera esa motivación de parte de su autor quien la empezó a componer estando enfermo, continuó avanzando mientras su condición hacía lo mismo; poco después solo y agónico, dejaría incompleto a su muerte el Lacrimosa. Su asistente, Franz Xaver Süssmayr completaría la misa añadiendo las seis partes restantes basándose en apuntes y borradores de Mozart y su propio talento. A pesar de ello se le reconoce el íntegro a Mozart, cosa que el mismo Süssmayr declaraba.
A veces, los compositores dividen una parte de la liturgia en uno o dos movimientos a causa de la longitud del texto. El «Dies Irae» es el que con más frecuencia ha sido dividido en varias partes (como ocurre en el Réquiem, de Wolfgang Amadeus Mozart). El «Introito» y el «Kyrie», que eran consecutivos en la antigua liturgia católica de San Pío V, también suelen agruparse en un único movimiento.
Desde inicios del siglo XIII hasta el siglo XIX, muchos compositores han escrito réquiems tan largos o utilizaban tantos músicos que no podían ser tocados durante un servicio fúnebre habitual. Los réquiems de Gossec, Héctor Berlioz, Giuseppe Verdi y Antonín Dvořák son oratorios. Una contra-reacción a esta tendencia vino del movimiento ceciliano que recomendaba un acompañamiento restringido para la música litúrgica y veía de mal gusto la utilización de solistas vocales. Johannes Brahms compuso su Requiem alemán (Ein Deutsches Requiem, op. 45) utilizando solamente textos de las Escrituras, dejando de lado la liturgia. Brahms buscó expresar el duelo y la consolación desde el punto de vista del doliente.

### En la actualidad
El réquiem ha evolucionado en nuevas direcciones en el último siglo. El género «Réquiem de guerra», que consiste en obras dedicadas a la memoria de personas muertas en tiempos de guerra, es seguramente la más destacada. Este género incluye a menudo poemas no litúrgicos o pacifistas; por ejemplo el War-Requiem (Réquiem de guerra) de Benjamin Britten, yuxtapone el texto latino con poesías de Wilfred Owen, o Mass in Black (Misa en negro) de Robert Steadman que entremezcla la poesía ecologista y las profecías de Nostradamus.
El siglo XX ha visto además el desarrollo de réquiems profanos, escritos para ser tocados sin relación con la religión (por ejemplo el Réquiem de Dmitri Kabalevski con los poemas de Rozhdestvensky), mientras algunos compositores han escrito obras puramente instrumentales llamados réquiem pero ajenos a la estructura formal ya descrita, como la Sinfonia da requiem, del ya mencionado compositor B. Britten.
A la fecha, se han compuesto más de 2000 réquiems. Las versiones del Renacimiento son en principio a cappella (es decir, sin acompañamiento instrumental) y casi 1600 compositores han preferido utilizar instrumentos para acompañar al coro y utilizan igualmente cantantes solistas.
Dependiendo de la época, muchos compositores agregan u omiten partes de la liturgia, en general el Gradual y el Tracto. Gabriel Fauré y Maurice Duruflé no han incluido el «Dies Irae» (está incluido en el Libera me en el Réquiem, de Fauré), mientras que este texto lo han usado a menudo compositores franceses como obra independiente.

### Réquiems contemporáneos
| Año       | Título                                                                          | Compositor                       | Notas |
| --------- | ------------------------------------------------------------------------------- | -------------------------------- | --- |
| 1461      | Missa pro defunctis                                                             | Johannes Ockeghem                | El primer réquiem que se conserva. |
| 1544      | Missa pro defunctis a5                                                          | Cristóbal de Morales             | Tiene otro réquiem a 4 (a cuatro voces). |
| 1580      | Missa Pro Defunctis                                                             | Orlando di Lasso                 | |
| 1590      | Missa Pro Defunctis                                                             | Eustache du Caurroy              | |
| 1591      | Missa pro defunctis à cinq voix.                                                | Giovanni Pierluigi da Palestrina | |
| 1603      | Officium Defunctorum                                                            | Tomás Luis de Victoria           | A 6 (a seis voces), fue creado para los funerales de la emperatriz María, viuda de Maximiliano II. |
| 1605      | Requiem in A (c. 1690)                                                          | Heinrich Ignaz Biber             | También compuso otro Réquiem en fa menor (c. 1692). |
| 1695      | Messe de Morts                                                                  | André Campra                     | |
| 1705      | Messe de Morts                                                                  | Jean Gilles                      | |
| 1731      | Réquiem en do menor ZWV 48                                                      | Jan Dismas Zelenka               | Compuso otros tres réquiems: ZWV 45, 46 (1733) y 49 (antes de 1730). |
| 1760      | Missa pro defunctis (a veces llamado Grande messe des morts)                    | François-Joseph Gossec           | |
| 1771      |                                                                                 | Andrea Luchesi                   | Compuesto para los funerales solemnes del embajador de España en Venecia. |
| 1771      | Réquiem Solemne en Do menor                                                     | Michael Haydn                    | Este réquiem fue escrito en 1771 para el arzobispo de Salzburgo, Sigismundo. |
| 1791      | Réquiem                                                                         | Wolfgang Amadeus Mozart          | Última obra de Mozart, compuesta en su lecho de muerte. El Introitus se interpretó algunos días después de la muerte de su autor, en un concierto celebrado en su memoria. El réquiem completo se ha interpretado en los funerales de los compositores Ludwig van Beethoven y Fryderyk Chopin, y en el de Napoleón Bonaparte.                                        |
| 1798      | Réquiem en mi bemol menor                                                       | Osip Kozlovsky                   | Considerado el primer réquiem ruso. |
| 1804      | «Piccolo Requiem composto da me, e per me, Ant. Salieri, piccolissima creatura» | Antonio Salieri                  | Dirigido por Franz Schubert en el funeral de Salieri. |
| 1817      | Réquiem en do menor                                                             | Luigi Cherubini                  | Compuesto para el aniversario de la muerte de Luis XVI. |
| 1836      | Requiem pour chœur d’hommes et orchestre en ré majeur                           | Luigi Cherubini                  | |
| 1835-37   | Grande Messe des Morts                                                          | Hector Berlioz                   | Estrenado en Los Inválidos el 5 de diciembre de 1837 para las exequias del general Charles-Marie Denys de Damrémont. |
| 1848      | Réquiem                                                                         | Anton Bruckner                   | |
| 1849      | Requiem für Mignon opus 98b                                                     | Robert Schumann                  | |
| 1852      | Requiem Opus 148                                                                | Robert Schumann                  | Primera versión de abril de 1852, orquestada entre el 16 de mayo y el 23 de mayo de 1852. |
| 1855      | Réquiem                                                                         | Franz von Suppé                  | Estrenado en la Iglesia de los Escolapios Maria Treu de Viena el 22 de noviembre de 1855, en el ámbito de los actos recordatorios del quinto aniversario de la muerte del director de teatro Franz Pokorny. |
| 1867-68   | Requiem                                                                         | Franz Liszt                      | Compuesto en memoria de su madre y sus hijos Daniel y Blandine. |
| 1869      | Un Réquiem alemán («Ein deutsches Requiem»)                                     | Johannes Brahms                  | Réquiem luterano. |
| 1874-75   | Messe de Requiem                                                                | Giuseppe Verdi                   | Compuesto para el aniversario de la muerte de Alessandro Manzoni. Comenzado a varias manos para Gioacchino Rossini, fue abandonado antes de ser retomado por Verdi. Fue estrenado en Milán, el 22 de mayo de 1874, en el ámbito de los actos recordatorios del primer aniversario de la muerte de Manzoni, en la Iglesia de San Marcos, bajo la dirección del autor. |
| 1877-79   | Messe de Requiem                                                                | Gabriel Fauré                    | Existen tres versiones, y la última, de 1900, es una versión orquestal. |
| 1893      | Requiem en do Majeur                                                            | Charles Gounod                   | |
| 1890      | Réquiem                                                                         | Antonín Dvořák                   | |
| 1890      | Réquiem                                                                         | José María Valle Riestra         | Discípulo de Gedalge en París, compuso la Ópera Ollanta. |
| 1918-1921 | A World Requiem op. 60                                                          | John Foulds                      | Homenaje a los muertos de la Primera Guerra Mundial. Utiliza textos litúrgicos, no litúrgicos y poemas. |
| 1922-1923 | Réquiem                                                                         | Frederick Delius                 | Fue compuesto para soprano, barítono, doble coro y orquesta. Posee elementos pos-románticos e impresionistas. |
| 1922-1923 | Messa di requiem                                                                | Ildebrando Pizzetti              | Lenguaje diatónico herencia de Palestrina, en línea con el neoclasicismo, del siglo XX. |
| 1927      | Requiem                                                                         | Cyrillus Kreek                   | (en estonio original: Reekviem c-moll. |
| 1947      | Requiem                                                                         | Maurice Duruflé                  | Escrito para coro, gran orquesta y órgano, es la misma línea musical que el de Fauré. Duruflé hizo una versión para órgano solo, y en 1961 una versión para coro, órgano y pequeña orquesta de cuerda. |
| 1952-53   | Missa da Requiem                                                                | Heinrich Sutermeister            | |
| 1961      | War-Requiem                                                                     | Benjamin Britten                 | Compuesto como reacción a la Segunda Guerra Mundial. |
| 1963-65   | Requiem                                                                         | György Ligeti                    | |
| 1966      | Réquiem canticles                                                               | Ígor Stravinski                  | |
| 1972-75   | Requiem                                                                         | Alfred Schnittke                 | |
| 1974      | Requiem pour les temps atomiques                                                | Jean Daetwyler                   | Escrito por el compositor suizo después de una visita a Auschwitz. |
| 1984      | Requiem Mass                                                                    | Andrew Lloyd Webber              | Compuesto a la memoria de su padre, apoyándose en el texto latino tradicional. |
| 1985      | Requiem                                                                         | John Rutter                      | |
| 1988      | Requiem de Cuerdas                                                              | Mime de Benetnasch               | |
| 1989      | Requiem                                                                         | Sandro Gorli                     | Compuesto para coro mixto a cappella, por encargo del ministerio francés de cultura y estrenado por la Chapelle Royale bajo la dirección de Philippe Herreweghe. Está dedicado a la memoria de Nathalie Méfano. |
| 1990      | Requiem: a la memòria de Salvador Espriu                                        | Xavier Benguerel                 | Con el texto canónico latino y algunos poemas en catalán de Salvador Espriu, es un homenaje al poeta, muerto en 1985; para cinco solistas, coro y orquesta. |
| 1990-93   | Réquiem Polaco                                                                  | Krzysztof Penderecki             | |
| 1998      | Requiem for my friend                                                           | Zbigniew Preisner                | Compuesto en memoria del director de cine Krzysztof Kieslowski. |
| 1998      | Requiem of Spirit                                                               | Koji Kondo                       | |
| 2005      | Requiem Mass                                                                    | Karl Jenkins                     | Dedicado al padre de Jenkins, mezcla varios estilos musicales, incluido el ritmo hip-hop en el Dies irae, y poemas haiku junto con textos en latín. |
| 2009      | Roquiem                                                                         | Paul Barker                      | Obra para coros y orquesta rock. |